# Pierre Langlet
Pierre Langlet (Brussel, 26 december 1848 - ??) was een Belgisch kunstschilder.
Hij studeerde aan de Brusselse Academie voor Schone Kunsten van 1863 tot 1877. Tijdens zijn veertienjarige studie had hij onder meer als medeleerlingen : Léon Herbo, E. De Bièvre, Léon De Pape, Louis Cambier, Louis Pion, Charles Van Landuyt, Léon Frederic, Léon Houyoux en Fernand Khnopff. Langlets onderscheidde zich enigszins met een 2de prijs in de anatomie (lagere cyclus), in 1870-1871 door een 2de eervolle vermelding in archeologie en in 1872-1873 door een 2de prijs in expressie-tekenen. Zijn verdere levensloop is onduidelijk en zijn werk is uiterst zeldzaam geworden. Er is een werk opgenomen in het Koninklijke Musea voor Schone Kunsten van België, het gaat om een interieurschildering van het Brussels museum. Deze werd in 1987 aangekocht, 105 jaar nadat het gemaakt was.

## Musea
- Brussel, Kon. Musea voor Schone Kunsten van België :“Een zaal in het Brusselse Museum” uit 1882